# Pasir Poetih (Oost-Java)
Pasir Putih (spelling tot 1947: Pasir Poetih; Nederlandse vertaling: wit zand) is een toponiem op het Indonesische eiland Java aan de noordkust van de provincie Oost-Java.

## Geschiedenis
In de Indonesische Onafhankelijkheidsoorlog vond tijdens Operatie Product een amfibische operatie van Nederlandse mariniers op Java plaats op 21 juli 1947. Hierbij werden twee landingen uitgevoerd, één in Pasir Poetih en één in de Menengbaai. De landing bij Pasir Poetih werd voorafgegaan door een inleidende beschieting uitgevoerd door het marineschip Hr. Ms. Piet Hein. Tevens bestookten vliegtuigen van de Marine Luchtvaartdienst Indonesische stellingen. Hierna naderde de eerste eerste LCVP’s de kust. Vijf minuten later volgde een tweede landingsgolf. Na een klein uur was er een bruggenhoofd gevormd en werd de Nederlandse vlag gehesen. Direct daarna kwam een grote hoeveelheid landingsvaartuigen om snel manschappen en materieel te ontschepen, waaronder de Expeditionaire Macht Mariniersbrigade. Na 4 dagen hadden de mariniers de gehele oosthoek van Java in handen. De actie werd onder zware internationale druk van de Verenigde Staten en de Verenigde Naties gestaakt op 5 augustus.